# Achille Barbaro
Achille Barbaro (Crema, 10 dicembre 1910 – Milano, 26 gennaio 1959) è stato uno scultore italiano.

## Biografia
Studiò all'Accademia di Brera sotto la guida di Adolfo Wildt e Francesco Messina. A Brera insegnò Ornato come supplente, fino ad ottenere la cattedra di Ceramica a Faenza e poi a Modena. Nel 1957 ottenne dallo Stato italiano un brevetto a seguito di alcune ricerche su materiali plastici. Morì suicida a Milano nel 1959.

## Esposizioni e premi
Nel 1940 vinse, con l'opera Giovane italiana, il premio Saverio Fumagalli indetto dall'Accademia di Brera; a partire da quell'anno tenne numerose personali a Milano. Durante la seconda guerra mondiale venne internato ad Herzogenbuchsee, dove partecipò alla mostra degli artisti internati insieme all'amico e concittadino Carlo Martini. Partecipò inoltre alla Triennale del 1954.

## Opere in musei e collezioni
Sculture di Barbaro sono conservate a Milano, nella Galleria d'arte moderna, presso le Collezioni d'arte della Fondazione Cariplo e nel Palazzo Arcivescovile.
Una notevole quantità di sculture e disegni è inoltre conservata al Museo civico di Crema e del Cremasco.
Un filone piuttosto prolifico della produzione di Barbaro fu quello funerario: suoi lavori si trovano al Cimitero Monumentale di Milano e nei cimiteri di Crema ed Abbiategrasso.